# Пейшоту, Жозе Луиш
Жозе Луиш Пейшоту (порт. José Luís Peixoto, 4 сентября 1974, Понти-ди-Сор) — португальский писатель.

## Биография
Закончил Новый Лиссабонский университет, где изучал английскую и немецкую литературу. В течение года преподавал в Португалии и Кабо-Верде. Начал публиковаться, завоевал ряд премий.

## Творчество
Пишет стихи, прозу, драмы, песни для рок-групп. Занимается журналистикой, ведя колонки в газете Jornal de Letras и еженедельном журнале Visão.

## Произведения

### Проза
- 2000 — Morreste-me (новеллы)
- 2000 — Без единого взгляда/ Nenhum Olhar (роман, премия Жозе Сарамаго, 2001; перевод на англ.яз. газета Financial Times оценила как лучшую книгу 2007 года, издание в США в 2008 было оценено книготорговой компанией Barnes & Noble как Открытие нового выдающегося писателя)
- 2002 — Дом во тьме/ Uma Casa na Escuridão (роман)
- 2003 — Противоядие/ Antidoto (новеллы)
- 2006 — Фортепианное кладбище/ Cemitério de Pianos (роман, испанская премия Cálamo за лучший зарубежный роман года, Сарагоса)
- 2008 — Известка/ Cal (новеллы)
- 2010 — Книга/ Livro (роман)
- 2011 — Объятие/ Abraço (мемуары)

### Поэзия
- 2001 — Ребенок среди развалин/ A Criança em Ruínas (премия Португальского авторского общества за лучшую поэтическую книгу года)
- 2002 — Дом, тьма/ A Casa, a Escuridão
- 2008 — Ящик с бумагами/ Gaveta de Papéis

### Пьесы
- 2005 — Анафема/Anathema
- 2005 — Поутру/ À Manhã
- 2007 — Когда придет зима/ «Quando o Inverno Chegar»

## Признание
Премия Португальского Института молодежи молодым авторам (1997, 1998, 2000). Премия Даниэла Фарии за поэзию (Пенафиел, 2008) и др. Произведения переведены на многие языки, включая иврит и турецкий.
Муниципалитет Понти-ди-Сор учредил премию имени Жозе Луиша Пейшоту авторам моложе 25 лет.